# 聴力
聴力（ちょうりょく）は、音を識別できる能力のことである。

## 聴力の分類

### 気導聴力・骨導聴力
空気から鼓膜を振動させた場合の聴力を気導聴力、頭蓋骨を振動させた場合の聴力を骨導聴力と呼ぶ。両者の差から難聴の原因を探ることができる。

## 聴力の測定
聴力の測定にはオージオメータを用いる。